# Mariam Sjengelia
Mariam Sjengelia (Georgisch: მარიამ შენგელია) (Mingrelië, 14 mei 2002) is een Georgische zangeres.

## Biografie
Sjengelia werd geboren in de streek Mingrelië in het westen van Georgië, maar groeide in haar kindertijd op in de hoofdstad Tbilisi. Op tienjarige leeftijd verhuisde ze met haar familie terug naar Mingrelië, naar Zoegdidi. Later keerde ze terug naar Tbilisi om te gaan studeren aan het Staatsconservatorium.
Sjengelia raakte bekend in eigen land door in 2018 door de halve finale te bereiken van de talentenjacht X Factor Georgia. Twee jaar later eindigde ze als zesde in een andere talentenjacht, Geostar. In 2021 eindigde ze vervolgens als vierde in The Voice Georgia.

### Eurovisiesongfestival 2025
In maart 2025 werd Sjengelia door de Georgische publieke omroep geselecteerd om haar vaderland te vertegenwoordigen op het Eurovisiesongfestival 2025 in het Zwitserse Bazel met het lied Freedom. Het lied, een ballade, wordt gekarakteriseerd door een hoog patriottisch gehalte. Binnenlands kreeg Sjengelia kritiek als openlijk steunbetuiger aan de toenemend anti-democratische regering onder leiding van Georgische Droom, die burgelijke en politieke vrijheden afknelde.
Sjengelia kreeg niet voldoende punten in de tweede halve finale voor de finale op 17 mei 2025.
2007: Sopho Chalvasji · 
2008: Diana Goertskaja · 
2010: Sopho Nizjaradze · 
2011: Eldrine · 
2012: Anri Dzjochadze · 
2013: Sopho Gelovani & Nodiko Tatisjvili · 
2014: The Shin & Mariko Ebralidze · 
2015: Nina Sublatti · 
2016: Nika Kocharov & Young Georgian Lolitaz · 
2017: Tako Gatsjetsjiladze · 
2018: Ethno-Jazz Band Iriao · 
2019: Oto Nemsadze · 
2021: Tornike Kipiani · 
2022: Circus Mircus · 
2023: Iru Chetsjanovi · 
2024: Noetsa Boezaladze · 
2025: Mariam Sjengelia